# 阜新市藝苑歌舞廳火災
阜新市藝苑歌舞廳火災，1994年11月27日13时20分於中华人民共和國遼寧省阜新市「藝苑歌舞廳」, 廳內304人，233人死、4重傷。這是發生於歌舞廳較嚴重的中国火灾之一。

## 經過
据辽宁省政府报告的说法，13时20分，吴志国(男，18岁，阜新市化工技校学生)在舞厅3号雅间内给邢胜利(男，17岁，市玻璃制品厂工人)等人散发香烟，邢胜利坐在角沙发顶部，用卷着的报纸燃火点烟，随手将未熄灭的报纸扔进所坐沙发的破损洞里，致使角沙发起火。
另一说法是，舞厅承包人王文忠听说着火后，用乾粉灭火器扑救无效后报警。所以报警时间有为救火而造成的延误在里面。

## 死因
在舞厅的304人中除逃生的幸存者71名外，其余233人不同程度一氧化碳中毒，无力逃离。不久，火场建筑的迅速坍塌，导致死亡率极高。

## 逃生
阜新大火逃生过程的两大致命错误都是舞厅女主人李革新造成的，其中一道逃生門太晚解锁、人为停电造成群体恐慌（停电是當時消防培训内容，有其内在的考量）。

## 引用文獻
1. 1 2  辽宁省人民政府. . 1994-12-17. （原始内容存档于2020-06-20） –安全管理網.
2. 1 2 3 4  麻庭光. . 科學網. 2014-11-19  [2020-06-20]. （原始内容存档于2020-06-21）. 作者是上海應用技術大學副教授，研究方向為消防工程.

## 延伸閱讀
- . 《消防与生活》. 2004年第7期.  全文轉載至. 天涯社區. 2007-06-22  [2020-06-20]. 原始内容存档于2020-06-20.